# 珍·S·理察森

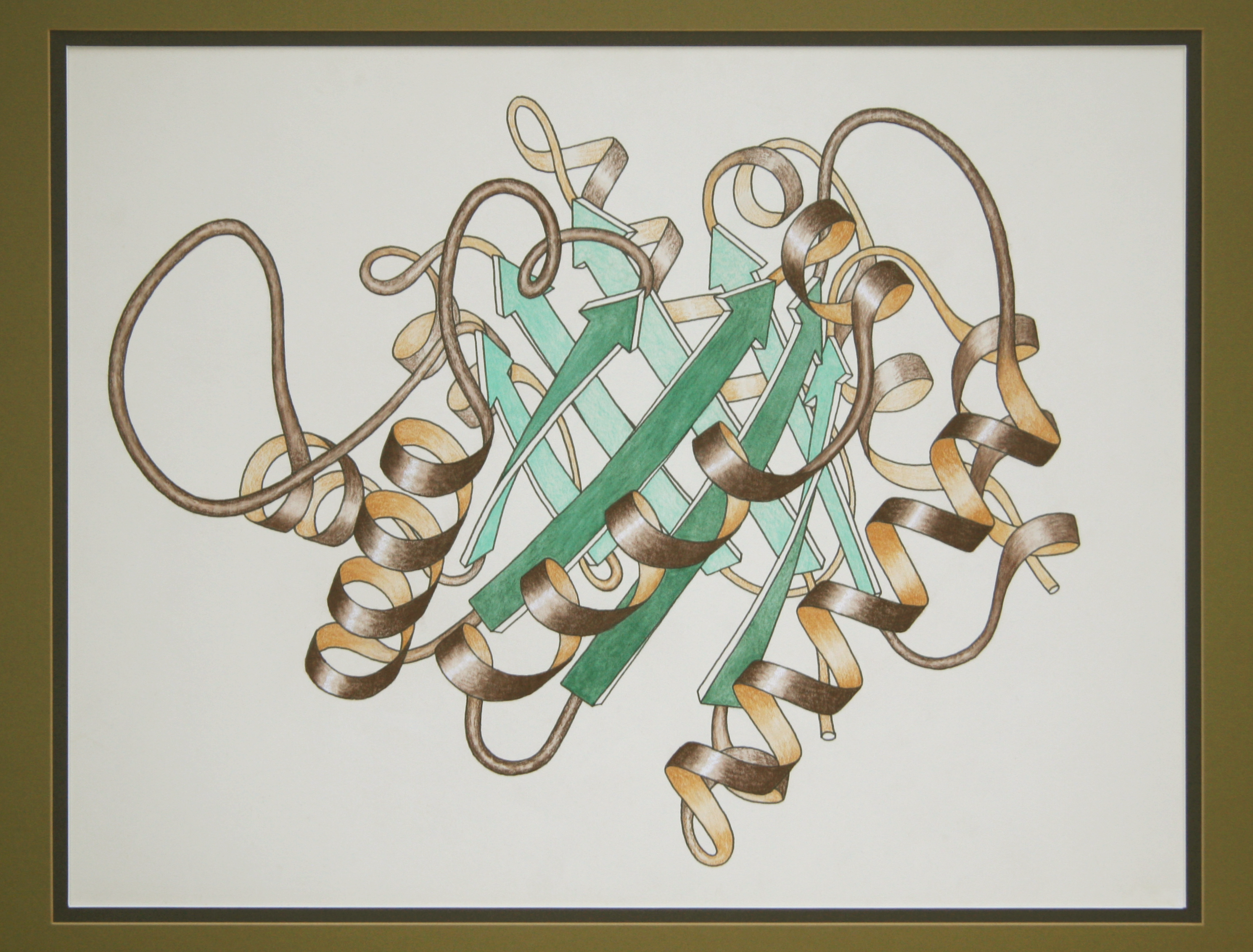
磷酸丙糖异构酶的飄帶圖，由理察森手绘

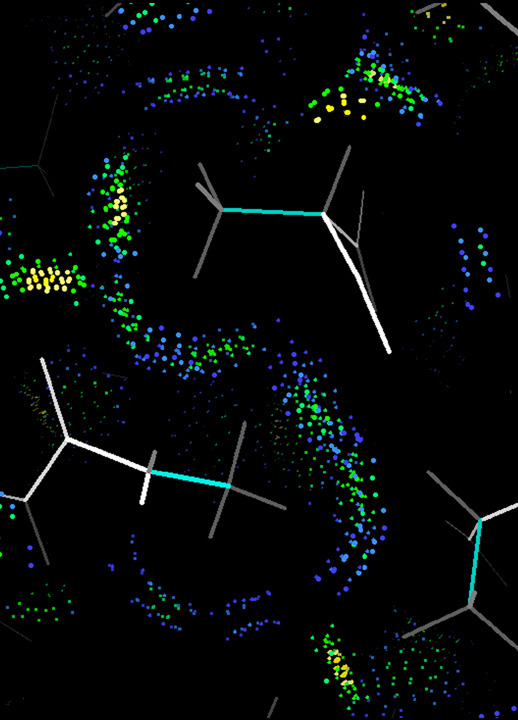
丙氨酸残基

珍·S·理察森（英語：Jane Shelby Richardson，1941年1月25日—）是一位美国生物物理学家，知名于开发了反映蛋白质3D结构的飄帶圖，现为杜克大学生物化学教授。